# كارلوس روسي
كارلوس روسي (16 يونيو 1949 - ) (بالإسبانية: Carlos Rossi)‏ هو سياسي ولاعب كرة قدم أرجنتيني في مركز حراسة المرمى.